# Cerasuola
La cultivar di olivo Cerasuola è una delle più antiche in uso in Sicilia occidentale.

## Descrizione
È caratterizzata da grande vigoria con la produttività abbastanza elevata. Essendo la pianta androsterile viene impollinata con piante di Nocellara del Belice, Biancolilla e Giarraffa. I frutti sono di medie dimensioni, di colore verde intenso che diventa nero a maturazione. Il frutto di forma ellittica e asimmetrica può superare i 4 grammi .

## Territorio
Si coltiva in particolare nei territori della provincia di Trapani, e dei comuni di Sciacca e Menfi. Costituisce la base produttiva degli oli d'oliva DOP Valli Trapanesi e Val di Mazara